# Моцок, Андрей
Андрей Моток (рум. Andrei Motoc; род. 13 апреля 2002, Кишинёв, Молдова) — молдавский футболист, защитник греческого футбольного клуба «Калитея» и сборной Молдовы.

## Клубная карьера
Андрей Моток является воспитанником «Гранамики», «Сассо-Маркони», «Карпи» и «Салернитаны». За предпоследних дебютировал в кубке Италии против «Казарано». Всего за клуб сыграл 2 матча; вторым матчем стал матч против «Леньяно Салюс».
1 сентября 2021 года перешёл в футбольный клуб «Салернитана». За клуб дебютировал в матче против «Лацио».
6 января 2023 года был отдан в аренду в «Сиену». Дебют в клубе состоялся в матче против «Реджаны».

## Карьера в сборной
За сборную Молдовы до 21 года дебютировал в матче против сборной Гибралтара.